# Horseheads (village, New York)
Ne doit pas être confondu avec Horseheads (ville, New York).
Horseheads est un village située dans le comté de Chemung, dans l' État de New York, aux États-Unis,. En 2010, il comptait une population de 6 461 habitants, estimée au 1er juillet 2016 à 6 336 habitants.

## Démographie
Lors du recensement de 2010, le village comptait une population de 6 461 habitants. Elle est estimée, en 2016, à 6 336 habitants.